# Wechi
Wechi (russisch Вехи, übersetzt Wegzeichen) war ein Sammelband (1909 veröffentlicht, 5 Auflagen) mit Artikeln einiger bekannter russischer Autoren. 

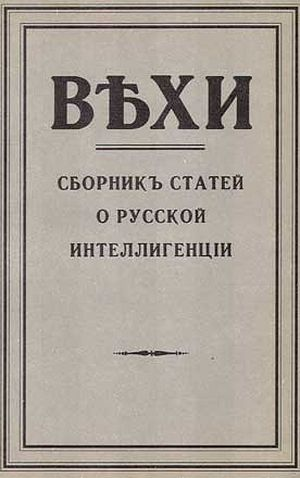
Titelblatt der ersten Ausgabe

## Inhalt
Der Sammelband bezeichnete den Gesinnungswandel etlicher russischer Denker, die sich während der Revolution des Jahres 1905 von ihrer früheren pro-revolutionären, marxistischen Haltung zu Vertretern des Liberalismus oder Konservatismus entwickelt hatten. Die Autoren der Sammlung waren Nikolai Berdjajew, Sergej Bulgakow, A.S. Izgojew, M.O. Herschenson (Geršenzon), B.A. Kistjakowskij, S.L. Frank, Pjotr Struwe. Vier von sieben Beitragenden waren Neokantianer. Diese Intellektuellen lehnten die Gewalt der Revolution, Anarchie und „ethische Verwirrung“ ab, warfen den radikalen Parteien und der russischen Intelligenzija Dogmatismus, Nihilismus, Selbstzensur und Machtkult vor. Die Beitragenden forderten die Intelligenzija zu Kultivierung innerlicher Güte und geistiger Werte auf.
Die Wechi wurden sowohl von den Linken (z. B. Lenin) als auch (allgemein) von Intellektuellen stark kritisiert und deren Haltung teils gar als Verrat bezeichnet. Die Veröffentlichung der Sammlung hat man später als die größte Sensation russischen intellektuellen Lebens seit Tschaadajews Brief bezeichnet.
Alexander Solschenizyn bezeichnete die Sammlung in seinem Artikel "Образованищина", einer von ihm geprägten Wortschöpfung, als ein prophetisches Werk, das jedoch unbeachtet geblieben sei bzw. abgelehnt wurde.